# 青春海灘電影版
《青春海灘電影版》（英語：Teen Beach Movie）是一部迪士尼頻道原創電影，于2013年7月19日在迪士尼頻道首播。該電影由杰佛利·何纳戴执导，由羅斯·林奇、瑪雅·米雪兒、格蕾丝·菲普斯、加勒特·克莱顿主演，電影在波多黎各拍摄。

## 外部鏈接
- 官方网站
- 互联网电影数据库（IMDb）上《Teen Beach Movie》的资料（英文）
- 爛番茄上《青春海灘電影版》的資料（英文）
- 豆瓣电影上《青春海灘電影版》的資料 （简体中文）